# Philip Morris International
Philip Morris es la mayor empresa tabaquera del mundo, integrada en el Grupo Altria y compuesta por dos sociedades específicas para sus operaciones en Estados Unidos y el resto del mundo. En 2006 sus ventas representaron casi el 15% del mercado mundial de cigarrillos.

## Historia
En 1847, el señor Philip Morris abrió una tienda de tabaco en Londres. A su muerte, su esposa y su hermano se hicieron cargo del negocio, convirtiéndolo en una sociedad anónima en 1881 que tras diversos cambios pasaría a denominarse Philip Morris & Co. Ltd en 1885.
En 1894 la familia fundadora cedió el control de la empresa, por lo que en 1902 la empresa abrió sus puertas al mercado estadounidense al repartir la propiedad al 50 % con socios del país. En la década siguiente los inversores estadounidenses adquirieron la parte británica y establecieron la sede en Richmond (Virginia). En 1924 se lanzó la que se convertiría en su marca más famosa: Marlboro.
En 1901 Philip Morris & Co. fue nombrado proveedor oficial de tabaco del rey de Inglaterra en reconocimiento a la calidad de su tabaco.
A mediados de los años cincuenta comenzó a fabricar y vender cigarrillos en todo el mundo, inaugurando su posición en Australia en 1954 y creando específicamente una división internacional en 1961, que con el tiempo se convertiría en Philip Morris International. A través de acuerdos de licencia, fueron un número creciente de compañías las afiliadas en todo el mundo, con el primer acuerdo para la fabricación de cigarrillos en Europa en 1963.
En 1960 Philip Morris era la sexta compañía tabaquera en Estados Unidos. En 1972 el volumen de ventas superó las 113 000 millones de unidades y la compañía desarrolló un cigarrillo estadounidense para su distribución en lo que entonces era la Unión Soviética. En 1983 ya era la compañía tabacalera más grande del mundo.
Entre 1981 y 2004, los volúmenes de producción pasaron de 249 000 millones de cigarrillos a 761 000 millones de cigarrillos.
En los años noventa los mercados de Europa del Este se liberalizaron, y la compañía adquirió participaciones en Lituania, Rusia y Polonia, al tiempo que construyó nuevas fábricas en San Petersburgo, Rusia y Almaty, Kazajistán.
En 2009, Philip Morris inauguró en Neuchâtel, Suiza, un centro de investigación conocido como "El Cubo" donde se reúnen científicos de diferentes áreas para desarrollar alternativas libres de humo.
En 2010, en Singapur, se inauguró un nuevo laboratorio de investigación internacional.
Philip Morris lanzó su primer dispositivo de tabaco calentado, IQOS, en 2014, en Italia y Japón. Desde el 2008, Philip Morris ha invertido más de 12.500 millones de dólares en investigación y desarrollo de productos libres de humo.
Durante 2018, se entregó a la FDA (Administración de Alimentos y Medicamentos de EE.UU) evidencia científica sobre su dispositivo para tabaco calentado. En 2020, la FDA autorizó la comercialización de estos dispositivos, destacando que son un producto de riesgo modificado y que representan una opción significativamente menos dañina en comparación con los cigarrillos tradicionales. En septiembre del 2022 el PHE (Public Health of England) publicó su última revisión de evidencia científica sobre los cigarrillos electrónicos, realizada por expertos independientes. Sus principales conclusiones fueron que a corto y medio plazo, el vapeo supone una pequeña parte de los riesgos de fumar, y que la exposición a sustancias nocivas del vapeo es significativamente menor que la del tabaquismo, como demuestran los biomarcadores asociados al riesgo de cáncer y de enfermedades respiratorias y cardiovasculares.
Para 2023, Philip Morris International continuó su apuesta por productos sin humo, con el 38% de sus ingresos netos provenientes de este negocio. En 2024, los productos sin humo de la compañía estaban disponibles en más de 80 mercados alrededor del mundo.

## Responsabilidad social corporativa
Existen esfuerzos para contribuir positivamente a la sociedad, con iniciativas centradas en la sostenibilidad y la salud pública. El propósito para 2025 es de que más de 40 millones de fumadores abandonen el tradicional cigarillo y se pasen a una alternativa sin humo. A su vez, el cambio climático es también un desafío importante y manifiestan la intención de ser neutrales en carbono en 2030 en sus operaciones directas y en 2050 en toda la cadena de valor.

## Juicios y acusaciones
El 11 de febrero de 1999, un jurado de San Francisco condenó a la empresa, fabricante de los cigarrillos Marlboro, a pagar 50 millones de dólares a una fumadora con cáncer de pulmón irreversible. Ésta donó el dinero a campañas de concienciación de jóvenes.
El 6 de junio de 2001, un jurado de Los Ángeles condenó a la empresa a pagar 3.000 millones de dólares a un fumador de 56 años de edad con cáncer de pulmón irreversible. Este es el caso más oneroso en un caso judicial sobre cigarrillos y posiblemente el más grande de un individuo contra una empresa estadounidense.
El 14 de julio de 2010 Human Rights Watch denunció que en Kazajistán la empresa utiliza trabajo esclavo y trabajo infantil para producir cigarrillos.

## Filiales

### Argentina
Philip Morris International opera en Argentina a través de su filial Massalin Particulares S.R.L., fundada en 1900 y adquirida por PMI en 1999. La empresa tiene su sede en Vicente López y cuenta con una planta de producción en Merlo, Buenos Aires, y un centro de procesamiento de tabaco en Rosario de Lerma, Salta. Massalin Particulares lidera el mercado local con marcas como Marlboro y Chesterfield.
En Argentina controla más del 50% del volumen total de ventas.En 2025, el precio promedio de los productos de ambas compañías ronda los $4.000 ARS por paquete de 20 cigarrillos,lo que ha impulsado el crecimiento del consumo de segundas marcas como Red Point, fabricada por Tabacalera Sarandí, que representa cerca del 33 % del mercado nacional.

### Brasil
Philip Morris Brasil Indústria e Comércio Ltda. fue establecida en 1973 y es una de las principales tabacaleras del país. La empresa tiene oficinas en São Paulo y una planta de producción en Santa Cruz do Sul, en el estado de Rio Grande do Sul. Sus marcas principales incluyen Marlboro, L&M y Chesterfield, y es reconocida por ser una de las mayores compradoras de hojas de tabaco en Brasil.Philip Morris Brasil emplea a cerca de 3.000 personas y mantiene una fuerte presencia en el mercado local. La compañía ha invertido en modernizar su producción y en estrategias para adaptarse a la legislación brasileña sobre tabaco.

### México
Philip Morris México opera principalmente a través de Cigatam. Cigatam produce tanto marcas locales como Delicados como extensiones de Marlboro, L&M y Chesterfield, mientras que Philip Morris México se encarga de la comercialización. En 2008, Cigatam alcanzó una cuota del 67.7 % del mercado mexicano. La filial mexicana cuenta con aproximadamente 1.800 empleados y posee un portafolio que incluye Marlboro, Delicados, Benson & Hedges, Chesterfield y Faros. Cigatam y Philip Morris México tienen su sede en la Ciudad de México y constituyen un pilar importante en la facturación regional.

### Uruguay
Philip Morris estuvo presente en Uruguay a través de su filial Abal Hermanos S.A., que operaba una planta en Montevideo.
En marzo de 2010, Philip Morris demandó a Uruguay, por la Ley de Salud que limita en el país el consumo del tabaco, en su mayoría comerciado por esta marca. El caso fue llevado al Centro Internacional de Arreglo de Diferencias Relativas a Inversiones, se fichó como CIADI n.º ARB/10/7, y el nombre del caso es FTR Holdings S.A. (Suiza) y otros vs. República Oriental del Uruguay. Debido a que Philip Morris tiene su matriz en la ciudad suiza de Lausana.
El 8 de julio de 2016, Uruguay ganó el juicio generando así jurisprudencia internacional.